# العلاقات التوغوية الزيمبابوية
العلاقات التوغولية الزيمبابوية هي العلاقات الثنائية التي تجمع بين توغو وزيمبابوي.

## مقارنة بين البلدين
هذه مقارنة عامة ومرجعية للدولتين:
| وجه المقارنة                                              | توغو            | زيمبابوي |
| --------------------------------------------------------- | --------------- | --- |
| المساحة (كم2)                                             | 56.78 ألف       | 390.76 ألف |
| عدد السكان (نسمة)                                         | 7.80 مليون      | 16.53 مليون |
| الكثافة السكانية (ن./كم²)                                 | 137.37          | 42.3 |
| العاصمة                                                   | لومي            | هراري |
| اللغة الرسمية                                             | لغة فرنسية      | لغة إنجليزية، اللغة الشونا، النديبيلية الشمالية ‏، لغة الشيشيوا، Barwe ‏، Kalanga language ‏، Tshwa language ‏، النداو ‏، اللغة التسونجا، لغة الإشارة الزيمبابوية ‏، اللغة السوتية، تونغا ‏، اللغة التسوانية، اللغة الفيندية، اللغة الكوسية |
| العملة                                                    | فرنك غرب أفريقي | دولار أمريكي |
| الناتج المحلي الإجمالي (بليون دولار)                      | 4.81 مليار      | 17.85 مليار |
| الناتج المحلي الإجمالي (تعادل القوة الشرائية) بليون دولار | 10.67 مليار     | 27.88 مليار |
| الناتج المحلي الإجمالي الاسمي للفرد دولار أمريكي          | 559             | 924 |
| الناتج المحلي الإجمالي للفرد دولار أمريكي                 | 1.43 ألف        | 1.79 ألف |
| مؤشر التنمية البشرية                                      | 0.484           | 0.509 |
| رمز المكالمات الدولي                                      | +228            | +263 |
| رمز الإنترنت                                              | .tg             | .zw |
| المنطقة الزمنية                                           | 00              | ت ع م+02:00 |

## منظمات دولية مشتركة
يشترك البلدان في عضوية مجموعة من المنظمات الدولية، منها:
| علم المنظمة | اسم المنظمة                                                | تاريخ انضمام توغو | تاريخ انضمام زيمبابوي |
| ----------- | ---------------------------------------------------------- | ----------------- | --------------------- |
|             | مؤسسة التنمية الدولية                                      | 21 أغسطس 1962     | 29 سبتمبر 1980        |
|             | الأمم المتحدة                                              | 20 سبتمبر 1960    | 25 أغسطس 1980         |
|             | منظمة التجارة العالمية                                     | ?                 | ?                     |
|             | البنك الإفريقي للتنمية                                     | ?                 | ?                     |
|             | وكالة ضمان الاستثمار متعدد الأطراف                         | 15 أبريل 1988     | 10 أبريل 1992         |
|             | مجموعة دول أفريقيا والكاريبي والمحيط الهادئ                | ?                 | ?                     |
|             | الاتحاد الأفريقي                                           | ?                 | ?                     |
|             | العملية المشتركة للاتحاد الأفريقي والأمم المتحدة في دارفور | ?                 | ?                     |
|             | منظمة الشرطة الجنائية الدولية                              | ?                 | ?                     |
|             | المركز الدولي لتسوية المنازعات الاستشارية                  | 10 سبتمبر 1967    | 19 يونيو 1994         |
|             | الاتحاد الدولي للاتصالات                                   | 14 سبتمبر 1961    | 10 فبراير 1981        |
|             | البنك الدولي للإنشاء والتعمير                              | 1 أغسطس 1962      | 29 سبتمبر 1980        |
|             | الاتحاد البريدي العالمي                                    | ?                 | ?                     |
|             | منظمة حظر الأسلحة الكيميائية                               | ?                 | ?                     |
|             | مؤسسة التمويل الدولية                                      | 4 سبتمبر 1962     | 29 سبتمبر 1980        |
|             | يونسكو                                                     | 17 نوفمبر 1960    | 22 سبتمبر 1980        |

## وصلات خارجية
- موقع وزارة الخارجية الزيمبابوية